# Aurela Gaçe
Aurela Gaçe est une chanteuse albanaise née le 16 octobre 1974 à Llakatundi (Albanie).

## Biographie
Elle représenta son pays au Concours Eurovision de la chanson 2011 avec la chanson Kënga ime ("Ma chanson").
Elle a remporté le concours Festivali I Këngës en 1999, 2001 et 2010.